# Ca la Miguelita
Ca la Miguelita és una casa de dos cossos de Dosrius (Maresme).

## Descripció
Edifici cantoner amb jardí a la part lateral. Presenta una planta rectangular, amb la coberta de teula àrab de dues vessants i el carener paral·lel a la façana principal. Està distribuït en planta baixa, pis i golfes. La façana principal, orientada al carrer, presenta quatre grans obertures a la planta baixa que es repeteixen al pis. Són rectangulars i presenten un emmarcament en relleu i arrebossat a mode de guardapols. Destaca, a l'extrem de llevant del pis, un balcó simple amb la llosana motllurada i barana de ferro. També hi ha un plafó de ceràmica vidrada acolorida amb la imatge de Santa Teresa de Jesús. La façana està rematada amb una motllura rectilínia i un ràfec de dents de serra. Damunt dels finestrals del pis superior hi ha quatre registres de ventilació de la coberta rectangulars, amb el mateix emmarcament que les obertures. La resta de paraments compten amb senzilles obertures rectangulars. Adossat a la façana posterior hi ha un volum de planta rectangular definit per un porxo a la planta baixa i cobert per una terrassa al pis. La construcció presenta els paraments arrebossats i emblanquinats, amb un sòcol reformat a la façana principal.

## Història
Pel que sembla, amb anterioritat a la guerra Civil espanyola (1936-1939), era un dels pocs edificis que hi havia al carrer Major de Canyamars, juntament amb les Cases Blaves, can Pelegrí i can Cinto (completament reformat). Pel que sembla, l'edifici fou construït a principis del segle XX com a habitatge d'estiueig. El topònim amb el que es coneix prové de l'esposa del primer propietari de la construcció. Posteriorment, a principis del segle XXI, l'edifici fou la seu d'una entitat bancària.